# Constance Jablonski
Pour les articles homonymes, voir Jablonski.
Constance Jablonski, née le 17 avril 1991 à Lille, est un mannequin français.

## Biographie
Constance Jablonski grandit à Vimy, dans le Pas-de-Calais. Son père est dermatologue et sa mère est pharmacienne. Son frère aîné, François-Xavier, l'incite à participer au concours de mannequinat Elite Model Look alors qu'elle étudie au lycée Saint-Paul de Lens. Après l'obtention de son baccalauréat scientifique, elle s'inscrit à la faculté de médecine pour suivre les traces de son père. L’été de l’obtention de son baccalauréat, elle part en voyage à New York avec sa mère où elle se fait repérer par l’agence de mannequinat Marilyn, et commence une carrière de mannequin.

## Carrière
Constance Jablonski débute durant la saison Printemps/Été 2009 en défilant pour les marques Lanvin, Gucci, Diane von Fürstenberg, Elie Saab et Marni entre Paris, Milan et New York. En 2009, Constance Jablonski pose pour la campagne Dolce & Gabbana devant l'objectif de Mario Testino. En août de la même année, elle est photographiée par Victor Demarchelier pour le magazine Vogue Paris aux côtés de Charlotte Di Calypso, Sigrid Agren et Mathilde Frachon dans une série dédiée aux mannequins français en devenir ; elle travaillera à plusieurs reprises avec ce photographe, notamment pour la couverture du Harper's Bazaar australien, ou pour le Vogue Japon. Elle apparaît dans la campagne Automne/Hiver 2009-2010 du chausseur Cesare Paciotti.
Durant la Semaine de la mode de Paris, en mars 2010, elle participe au documentaire Les filles en Vogue ; celui-ci fait découvrir les coulisses de la vie de cinq mannequins : Constance Jablonski, Sasha Pivovarova, Freja Beha Erichsen, Natasha Poly et Sessilee Lopez. En 2010, la jeune femme pose pour la maison Hermès et défile pour l'anglais Paul Smith à Londres. La même année, elle devient l'égérie de la marque de cosmétiques Estée Lauder. De 2010 à 2015, elle défile pour la marque de lingerie américaine Victoria's Secret.
En 2014, elle pose aux côtés de l'acteur Jamie Dornan pour la marque italienne Hogan,. En 2016, elle travaille pour la marque Majestic Filatures et devient le visage de la marque de lingerie française Etam.
Elle fait la couverture de plusieurs magazines internationaux tels que Vogue (Brésil, Chine, Allemagne, Corée, Mexique, Portugal, Grèce, Espagne, Russie, Turquie), Harper's Bazaar, Madame Figaro, Elle, Lui, Marie Claire Vanity Fair, Numéro, Russh, Glamour, W et apparaît également dans les pages de Allure , Interview, V magazine ou encore i-D.

## Vie privée
Depuis 2018, elle est en couple avec le champion de BMX, Matthias Dandois. En 2022, le mannequin annonce sa première grossesse sur les réseaux sociaux. En 2024, Constance Jablonski révèle sa deuxième grossesse durant l'ouverture du Etam Live Show. 